# Louis Groston de Bellerive de Saint Ange
 (mars 2022).
Louis Groston de Bellerive de Saint Ange (1700-1774) est un officier des troupes de la Marine française en Nouvelle-France.

## Biographie
Louis Groston de Bellerive de Saint Ange est né à Montréal en 1700. 
En 1720, il suivit son père au fort Saint-Joseph.
En 1723, ils accompagnèrent l'explorateur Étienne de Veniard, sieur de Bourgmont sur les rives du Missouri et de la rivière Platte et participèrent à la construction du Fort Orléans.
Jusqu'en 1736, Louis commanda des détachements militaires. Cette année-là, son père demanda au gouverneur de la Louisiane française, Jean-Baptiste Le Moyne de Bienville, de le promouvoir lieutenant et commandant du Fort Vincennes en remplacement de François-Marie Bissot de Vincennes qui venait de perdre la vie dans une attaque des Amérindiens. Louis obtint cette promotion et garda cette charge jusqu'en 1764. Il devint capitaine en 1748.
Le 18 mai 1764, Louis Groston de Bellerive de Saint Ange remit le fort Vincennes aux autorités britanniques après le Traité de Paris de 1763 et quitta les lieux pour prendre le commandement de Fort de Chartres.
Le 10 octobre 1765, il remit également le Fort de Chartres aux Anglais, puis partit avec sa garnison s'installer à Saint-Louis dans le Missouri, partie de la Louisiane française cédée aux Espagnols mais qui ne contrôlaient pas encore la région, hormis La Nouvelle-Orléans.
En 1770, il remit son autorité au gouverneur espagnol qui le maintint dans son grade et devint capitaine de l'armée espagnole jusqu'à sa mort en 1774.